# Championnats du monde de cyclo-cross 1976
Navigation
Édition précédente Édition suivante
Les championnats du monde de cyclo-cross 1976 ont lieu le 25 janvier 1976 à Chazay-d'Azergues en France. Deux épreuves masculines sont au programme.

## Podiums
| Épreuves | Or                 | Argent             | Bronze              |
| -------- | ------------------ | ------------------ | ------------------- |
| Élites   | Albert Zweifel     | Peter Frischknecht | André Wilhelm       |
| Amateurs | Klaus-Peter Thaler | Robert Vermeire    | Ekkehard Teichreber |

## Résultats

### Classement des élites
| Pos. | Cycliste           | Pays     | Temps           |
| ---- | ------------------ | -------- | --------------- |
|      | Albert Zweifel     | Suisse   | 1 h 17 min 30 s |
|      | Peter Frischknecht | Suisse   | + 1:30          |
|      | André Wilhelm      | France   | + 2:33          |
| 4    | Cyrille Guimard    | France   | + 1:30          |
| 5    | Marc De Block      | Belgique | + 2:12          |
| 6    | Eric Desruelle     | Belgique | + 2:50          |
| 7    | Hermann Gretener   | Suisse   | + 3:01          |
| 8    | Gerrit Scheffer    | Pays-Bas | + 3:10          |
| 9    | Albert Van Damme   | Belgique | + 3:12          |
| 10   | Gertie Wildeboer   | Pays-Bas | + 3:48          |

### Classement des amateurs
| Pos. | Cycliste            | Pays                 | Temps           |
| ---- | ------------------- | -------------------- | --------------- |
|      | Klaus-Peter Thaler  | Allemagne de l'Ouest | 1 h 07 min 01 s |
|      | Robert Vermeire     | Belgique             | + 0:50          |
|      | Ekkehard Teichreber | Allemagne de l'Ouest | + 1:28          |
| 4    | Vojtěch Červínek    | Tchécoslovaquie      | + 1:30          |
| 5    | Franco Vagneur      | Italie               | + 2:12          |
| 6    | Willy Lienhard      | Suisse               | + 2:50          |
| 7    | Miloš Fišera        | Tchécoslovaquie      | + 3:01          |
| 8    | Jean-Yves Plaisance | France               | + 3:10          |
| 9    | Wil Brouwers        | Pays-Bas             | + 3:12          |
| 10   | Hennie Stamsnijder  | Pays-Bas             | + 3:48          |

## Tableau des médailles
| Rang | Nation               | Or | Argent | Bronze | Total |
| ---- | -------------------- | -- | ------ | ------ | ----- |
| 1    | Suisse               | 1  | 1      | 0      | 2     |
| 2    | Allemagne de l'Ouest | 1  | 0      | 1      | 2     |
| 3    | Belgique             | 0  | 1      | 0      | 1     |
| 4    | France               | 0  | 0      | 1      | 1     |